# Hailar
Hailar (chiń. upr. 海拉尔区; pinyin Hǎilā’ěr Qū) – dzielnica i siedziba prefektury miejskiej Hulun Buir w północno-wschodnich Chinach, w regionie autonomicznym Mongolia Wewnętrzna. Do 2001 roku oddzielne miasto. W 2010 roku liczba mieszkańców dzielnicy wynosiła 230 852. Ośrodek rzemiosła artystycznego oraz przemysłu mięsnego, mleczarskiego, włókienniczego, skórzanego, drzewnego i maszynowego. Miasto posiada własne lotnisko.

## Historia
W VII wieku tereny dzisiejszego Hailaru zostały zajęte przez Chińczyków, jednak zostali oni szybko wyparci przez Mongołów. W XIII wieku w miejscu tym istniała osada otoczona murem, której ślady przetrwały do dziś. Pod koniec rządów dynastii Ming (1368–1644) region został opanowany przez Tunguzów i Dagurów.
Hailar założono w 1734 roku. Rozwój miasta dokonał się po 1899 roku, kiedy doprowadzono doń Kolej Wschodniochińską. W 1901 roku, w czasie powstania bokserów, Hailar znalazł się chwilowo pod okupacją rosyjską. Cztery lata później miejscowość otwarto dla handlu zagranicznego. W 1910 roku lokalnym Mongołom zabrano nadaną wcześniej autonomię a miasto przemianowano na Hulun. Dwa lata później wspierana przez Rosjan ludność mongolska (szczególnie Barguci) wszczęła serię buntów, które zmusiły Chińczyków do przywrócenia autonomii. Wraz z napływem Chińczyków do regionu rząd chiński ponownie wycofał autonomię w 1919 roku i przyłączył obszar Hailaru do prowincji Heilongjiang. Stały przyrost ludności chińskiej doprowadził do wybuchu mongolskiego powstania w 1928 roku, wskutek którego Mongołowie utworzyli region autonomiczny Hulun Buir, uznawany przez Japończyków z Mandżurii za niepodległy. W 1932 roku Hulun Buir włączono do nowo powstałego państwa Mandżukuo jako autonomiczną prowincję mongolską Xing’an ze stolicą w Hailarze. W 1949 roku prowincja została zlikwidowana, a w jej miejsce utworzono związek Hulun Buir (stolicą pozostał Hailar) wchodzący w skład regionu autonomicznego Mongolia Wewnętrzna. W latach 1969–1979 miasto należało do prowincji Heilongjiang. W 2001 roku związek Hulun Buir przekształcono w miasto na prawach prefektury a Hailar ustanowiono jego dzielnicą i siedzibą administracyjną.